# Jamie Foxx
Pour les articles homonymes, voir Foxx.
Eric Marlon Bishop, dit Jamie Foxx, est un acteur, humoriste, musicien et chanteur américain, né le 13 décembre 1967 à Terrell (Texas). Il est révélé au grand public par trois collaborations avec le cinéaste Michael Mann : Ali (2002), Collatéral (2004) et Miami Vice (2006).
En 2005, il reçoit le Golden Globe et l'Oscar du meilleur acteur pour son incarnation de la légende de la soul Ray Charles dans le film biographique Ray, de Taylor Hackford.
En 2012, il opère un retour au premier plan en tenant le rôle-titre du western Django Unchained, écrit et réalisé par Quentin Tarantino.

## Biographie

### Jeunesse et formation
Eric Marlon Bishop, dit Jamie Foxx, est né à Terrell. Il est le fils de Louise Annette Talley Dixon et Darrell Bishop. Peu de temps après sa naissance, il est adopté puis élevé par les parents adoptifs de sa mère : Estelle Marie et Mark Talley,.
Il est élevé dans la foi chrétienne et chante dans la chorale de l’Église baptiste New Hope à Terrell durant son enfance.
Il étudie dès cinq ans le piano et effectue le plus gros de sa scolarité au collège de San Diego. Il fréquente également le Terrell High School où il joue au football américain au poste de quarterback et rêve d'intégrer les Cowboys de Dallas. Il est le premier joueur de l'histoire de son école à dépasser les 1 000 yards. Il étudie également la musique à la United States International University.

### Carrière

#### Débuts sur scène et révélation télévisuelle
En 1989, à 22 ans, il rejoint un comedy club et se lance dans le stand-up. Il prend alors le nom de scène de Jamie Foxx, en hommage au comédien Redd Foxx.
Entre 1991 et 1994, il apparaît dans le show télévisé comique In Living Color aux côtés, entre autres, de Jim Carrey et des frères Keenen, Damon, Kim et Marlon Wayans.
En 1992, Jamie Foxx commence sa carrière au cinéma dans le film Toys de Barry Levinson.
En 1996, il est la vedette de sa propre sitcom, inspirée de sa propre vie, intitulée The Jamie Foxx Show. La série connaît cinq saisons et 100 épisodes jusqu'en 2001. En parallèle à sa carrière d'acteur, Jamie Foxx sort un premier album studio intitulé Peep This publié chez 20th Century Fox Records. L'album se classe notamment 78e au Billboard 200.
Après plusieurs petits rôles, il décroche un premier rôle dramatique dans L'Enfer du dimanche d'Oliver Stone, dans lequel il interprète également le titre Any Given Sunday. Ce thriller sportif sorti en 2000 le révèle à Hollywood.

#### Reconnaissance critique au cinéma

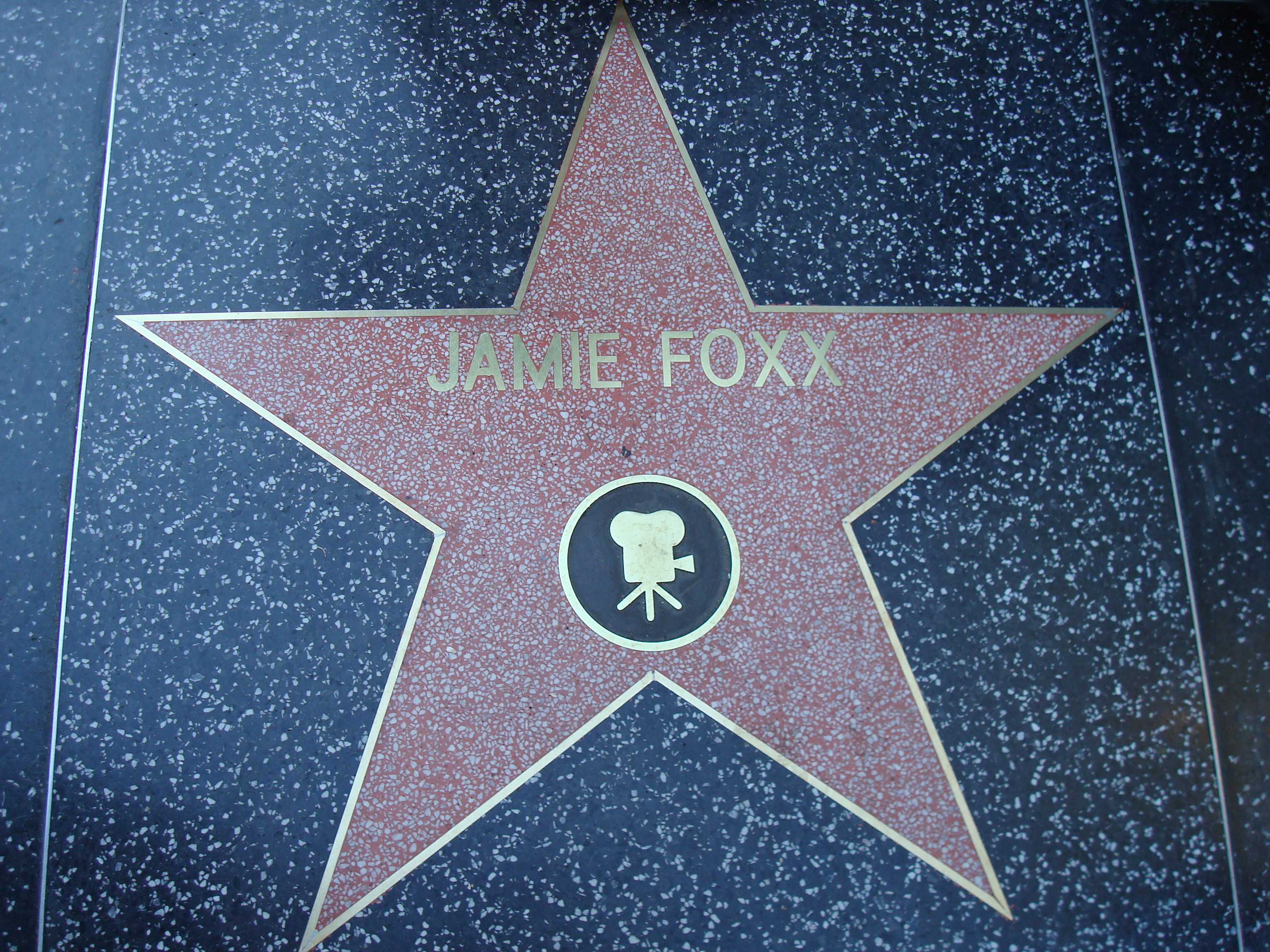
Son étoile sur le Hollywood Walk of Fame, inaugurée en 2007, deux ans après l'Oscar du Meilleur Acteur.

En 2002, il joue un second rôle pour l'acclamé biopic sportif de Michael Mann, Ali, aux côtés de Will Smith.
En 2004, Michael Mann lui confie un rôle plus développé dans son projet suivant : Collatéral, il est le chauffeur de taxi Max dont la nuit devient un enfer à la suite de sa rencontre avec le tueur à gages Vincent interprété par Tom Cruise. La même année, il prête ses traits à la légende de la soul Ray Charles pour le biopic Ray. Enfin, il prête ses traits à Stanley Williams condamné à mort en 1981, puis proposé au prix Nobel de la paix en 2000, dans le téléfilm Rédemption.
En 2005, l'acteur reçoit d'abord trois nominations aux Golden Globes pour cette triple performance et remporte la statuette pour le film Ray. Sa performance lui vaut aussi l'Oscar du meilleur acteur. Il est le quatrième acteur afro-américain à obtenir cette récompense, après Sidney Poitier en 1963, Halle Berry et Denzel Washington en 2002. Il obtient également une nomination pour le meilleur second rôle dans Collatéral, il est la dixième personne à avoir été nommée dans les deux catégories la même année. Il enchaîne deux autres films au cinéma : le film de guerre Jarhead : La Fin de l'innocence du britannique Sam Mendes, porté par Jake Gyllenhaal et joue aussi dans le film d'action Furtif de Rob Cohen, aux côtés de Jessica Biel et Josh Lucas. Ce blockbuster est l'un des pires flops critiques et commerciaux de l'histoire d'Hollywood, perdant 94 millions de dollars. Toujours en 2005, il sort aussi son second album, Unpredictable, un véritable succès qui atteindra la première place du Top R&B/Hip-Hop Albums et Billboard 200. Le premier single Unpredictable avec Ludacris se classe notamment 12e au Billboard Hot 100.
En 2006, il renoue avec un cinéma plus ambitieux : tout d'abord, il retrouve Michael Mann, pour la troisième fois avec le film Miami Vice : Deux flics à Miami, avec Colin Farrell pour recréer le tandem inspiré de la série télévisée Deux flics à Miami. Il revient ensuite à la fresque historique musicale pour Dreamgirls, où il évolue aux côtés d'Eddie Murphy et Beyoncé Knowles. Le film reçoit plusieurs nominations aux Oscars. Après ce parcours remarqué, l'artiste participe à des projets plus modestes, tout en se diversifiant.
En 2007, il lance la radio The Foxxhole sur les réseaux Sirius Satellite Radio et XM Satellite Radio, puis apparaît dans le clip officiel de Yes, single du duo LMFAO. La même année, il est la tête d'affiche du thriller militaire de Peter Berg, Le Royaume. La même année, il sort son 3e album, Intuition.
En 2009, il revient avec deux projets cinématographiques : le polar Que justice soit faite, de F. Gary Gray, et le mélodrame Le Soliste, de Joe Wright, où il donne la réplique à Robert Downey Jr.. La décennie suivante le voit renouer avec des projets plus commerciaux, et dans un registre surtout comique.

#### Retour à la comédie

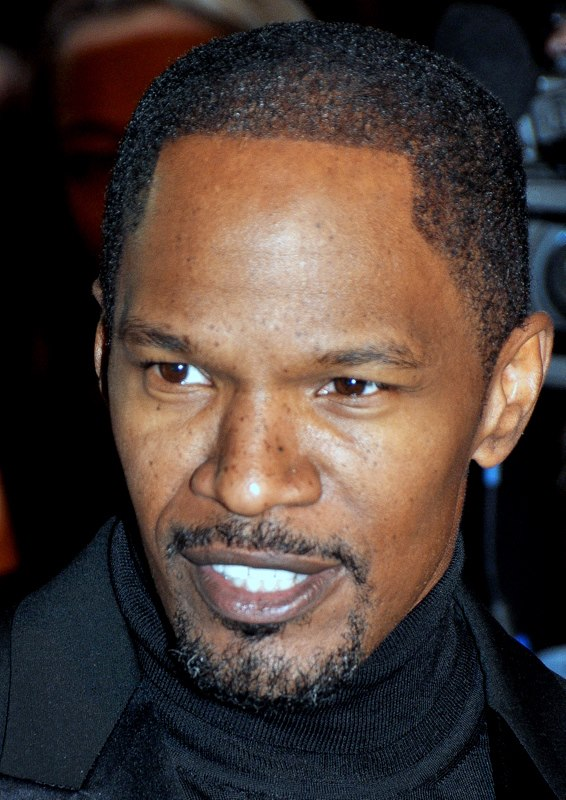
Jamie Foxx à l'avant-première parisienne du film Django Unchained en janvier 2013.

En 2010, il confirme son statut de star dans la comédie romantique chorale Valentine's Day de Garry Marshall ; il renoue aussi avec un humour décalé pour le road-movie Date limite, de Todd Phillips ; enfin, il fait une apparition dans le film menée par Joaquin Phoenix, I'm Still Here. Les critiques sont cependant mauvaises. Et le 21 décembre 2010, il sort son 4e album intitulé Best Night of My Life, qui contient les singles Winner avec Justin Timberlake et T.I. ainsi que Fall For Your Type avec Drake.
En 2011, il peut compter sur le succès surprise de Comment tuer son boss ?. Parallèlement, il contribue à la réédition de We are the World : We Are the World 25 for Haiti.
En 2012, il revient au premier plan avec le western Django Unchained, écrit et réalisé par Quentin Tarantino, où il joue le rôle-titre. Il connaît un succès critique et commercial mondial. Il participe aussi à la bande originale en composant le titre 100 Black Coffins, interprété par Rick Ross.
En 2013, il prête ses traits au président des États-Unis James Sawyer dans le film d'action White House Down de Roland Emmerich, film qui obtient une faible notoriété.
En 2014, il joue l'antagoniste Maxwell Dillon / Electro dans le blockbuster The Amazing Spider-Man : Le Destin d'un Héros de Marc Webb. Le film reçoit de très mauvaises critiques et annule les projets de franchise. Il reprend son rôle de Dean « MF » Jones pour Comment tuer son boss 2, qui ne parvient cependant pas à réitérer la performance du premier opus. Enfin, l'acteur fait son retour à la comédie musicale pour le remake Annie de Will Gluck. Les deux films connaissent un flop critique.
En 2015, il tente de revenir vers un registre plus dramatique en tournant une adaptation américaine du polar français Nuit blanche, qui est un autre échec.
En 2017, il retrouve enfin le succès avec la comédie d'action écrite et réalisée par Edgar Wright, Baby Driver, aux côtés de Kevin Spacey, Jon Hamm et les valeurs montantes Ansel Elgort et Lily James. Mais début 2019, il connait le plus gros flop de l'année , avec le blockbuster Robin des Bois, où il incarne Petit Jean.
En 2019, il interprète Walter McMilliane dans le film La Voie de la justice, promis à la chaise électrique pour le meurtre d’une adolescente, alors que tout porte à croire que son procès a été bâclé faute de véritables preuves.
En 2021, il revient à la télévision avec la sitcom Arrête Papa, tu me fais honte !, inspirée de la relation avec sa fille Corinne Foxx, qui produit également la série avec lui. En décembre de la même année, il reprend le rôle de Maxwell Dillon / Electro dans Spider-Man: No Way Home de Jon Watts.
Le 30 novembre 2022, il produit le téléfilm de Noël Hip Hop Family Christmas Wedding, comprenant Keri Hilson, Ne-Yo, Terrence J, MC Lyte, Redman, Cassie,.

## Vie privée
Jamie Foxx a deux filles : Corinne (née en 1994) et Anelise (née en 2009). Corinne a fait ses débuts au Bal des débutantes en novembre 2014 et a été nommée Miss Golden Globe 2016 le 18 novembre 2015.
Lors de l'élection présidentielle américaine de 2008, il soutient publiquement le candidat Barack Obama.
Durant le BET Awards 2009, il rend hommage à Michael Jackson en reprenant le moonwalk et le single Beat It.
D'août 2014 à mai 2019, il a été le compagnon de l'actrice Katie Holmes,,,.

## Affaire judiciaire
En novembre 2023, Jamie Foxx est visé par une plainte pour agression sexuelle, D'après cette plainte déposée devant la cour suprême de l'État de New York, Jamie Foxx a agressé sexuellement la plaignante, qui a conservé son anonymat, lors d'une soirée sur le toit-terrasse d'un bar-restaurant de Manhattan en août 2015.

## Filmographie

### Cinéma

#### Films
- 1992 : Toys de Barry Levinson : Baker
- 1996 : Entre chiens et chats (The Truth About Cats and Dogs) de Michael Lehmann : Ed
- 1996 : La Couleur de l'arnaque (The Great White Hype) de Reginald Hudlin : Hassan El Ruk'n
- 1997 : Booty Call de Jeff Pollack : Bunz
- 1998 : The Players Club d'Ice Cube : Blue
- 1999 : Held Up (en) de Steve Rash : Michael
- 1999 : L'Enfer du dimanche (Any Given Sunday) d'Oliver Stone : Willie Beamen
- 2000 : Piégé (Bait) d'Antoine Fuqua : Alvin Sanders
- 2001 : Ali de Michael Mann : Drew « Bundini » Brown
- 2003 : Les Maîtres du jeu (Shade) de Damian Nieman : Larry Jennings
- 2004 : Rupture : Mode d'emploi (en) (Breakin' All the Rules) de Daniel Taplitz : Quincy Watson
- 2004 : Collatéral (Collateral) de Michael Mann : Max
- 2004 : Ray de Taylor Hackford : Ray Charles
- 2005 : Furtif (Stealth) de Rob Cohen : le lieutenant Henry Purcell
- 2006 : Jarhead : La Fin de l'innocence (Jarhead) de Sam Mendes : le sergent Sykes
- 2006 : Miami Vice : Deux flics à Miami (Miami Vice) de Michael Mann : Ricardo Tubbs
- 2006 : Dreamgirls de Bill Condon : Curtis Taylor, Jr..
- 2007 : Le Royaume (The Kingdom) de Peter Berg : Ronald Fleury
- 2009 : Que justice soit faite (Law Abiding Citizen) de F. Gary Gray : Nick Rice
- 2009 : Le Soliste (The Soloist) de Joe Wright : Nathaniel Ayers
- 2010 : Valentine's Day de Garry Marshall : Kelvin Moore
- 2010 : Date limite (Due Date) de Todd Phillips : Darryl
- 2011 : Comment tuer son boss ? (Horrible Bosses) de Seth Gordon : Dean « MF » Jones
- 2012 : Django Unchained de Quentin Tarantino : Django
- 2013 : White House Down de Roland Emmerich : le président des États-Unis James Sawyer
- 2014 : The Amazing Spider-Man : Le Destin d'un héros (The Amazing Spider-Man 2) de Marc Webb : Maxwell « Max » Dillon / Electro
- 2014 : Albert à l'ouest (A Million Ways to Die in the West) de Seth MacFarlane : Django (caméo - non crédité)
- 2014 : Comment tuer son boss 2 (Horrible Bosses 2) de Sean Anders : Dean « MF » Jones
- 2014 : Annie de Will Gluck : Will Stacks
- 2017 : Sleepless de Baran bo Odar : Vincent Downs
- 2017 : Baby Driver d'Edgar Wright : Bats
- 2018 : Robin des Bois (Robin Hood) d'Otto Bathurst : Petit Jean
- 2019 : La Voie de la justice (Just Mercy) de Destin Daniel Cretton : Walter McMillian
- 2020 : Project Power d'Ariel Schulman et Henry Joost : Art
- 2021 : Spider-Man: No Way Home de Jon Watts : Max Dillon / Electro (univers alternatif)
- 2022 : Day Shift de J. J. Perry : Bud Jablonski (également producteur)
- 2023 : God Is a Bullet de Nick Cassavetes : The Ferryman
- 2023 : Ils ont cloné Tyrone (They Cloned Tyrone) de Juel Taylor : Slick Charles
- 2023 : Death Business (The Burial) de Maggie Betts : Willie E. Gary (également producteur)
- 2024 : Not Another Church Movie de Johnny Mack : Dieu
- 2025 : Back in Action de Seth Gordon : Matt (également producteur)
- 2025 : Tin Soldier de Brad Furman : Leon K. Prudhomme
- date inconnue : All-Star Weekend de lui-même : Malik / Xavier (déjà tourné mais sans date de sortie)
- projet : King Spawn : Spawn

#### Films d'animation
- 2011 : Rio de Carlos Saldanha : Nico (voix originale)
- 2014 : Rio 2 de Carlos Saldanha : Nico (voix originale)
- 2020 : Soul de Pete Docter : Joe (voix originale)

### Télévision

#### Téléfilm
- 2004 : Rédemption - Itinéraire d'un chef de gang (Redemption: The Stan Tookie Williams Story) de Vondie Curtis-Hall : Stanley « Tookie » Williams

#### Séries télévisées
- 1991-1994 : In Living Color (en) : divers personnages (96 épisodes)
- 1992-1993 : Roc (en) : Crazy George (9 épisodes)
- 1996 : C-Bear and Jamal : ? (série télévisée d'animation - voix originale)
- 1996 : Cooper et nous (Hangin' with Mr. Cooper) : le coach Armstrong (saison 1, épisode 6 : Rivals)
- 1996 : Moesha : Woody (saison 1, épisode 6 : Driving Miss Moesha)
- 1996-2001 : The Jamie Foxx Show : Jamie King (100 épisodes)
- 2004 : Chappelle's Show : Tony Blair noir (saison 2, épisode 13)
- 2017 : White Famous : Jamie Foxx[n 1] (2 épisodes)
- 2021 : Arrête Papa, tu me fais honte ! (Dad Stop Embarrassing Me!) : Brian Dixon / le révérend Sweet Tee / Cadillac Calvin / Rusty (également cocréateur et producteur)

### Clips
- 1988 : If It Isn't Love - New Edition
- 2002 : Pass the Courvoisier, Part II de Busta Rhymes feat. P. Diddy & Pharrell

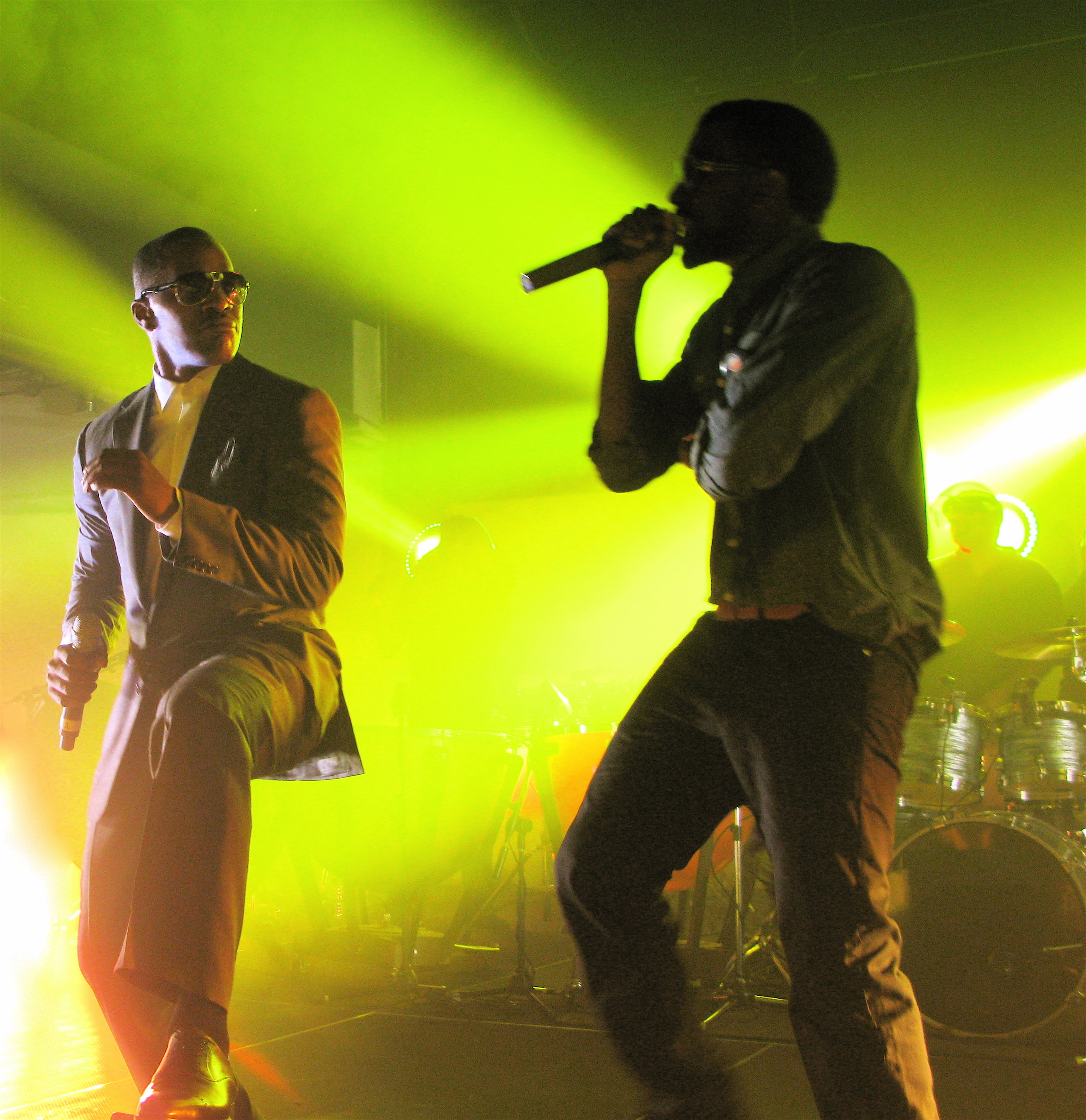
Jamie Foxx avec Kanye West sur scène en octobre 2008.

- 2010 : Yes de LMFAO

## Distinctions principales
Source et distinctions complètes : Internet Movie Database

### Récompenses
- BET Awards 2002 : meilleur acteur dans un second rôle dans un drame biographique pour Ali
- African-American Film Critics Association 2004 : Lauréat du Prix pour sa carrière
- Boston Society of Film Critics Awards 2004 : meilleur acteur dans un drame biographique pour Ray
- BET Awards 2005 :
  - meilleur acteur dans un drame biographique pour Ray
  - meilleur acteur dans un thriller dramatique pour Collatéral
  - meilleur acteur dans une comédie romantique pour Rupture : Mode d'emploi (en)
- Black Reel Awards 2005 :
  - meilleur acteur dans un drame biographique pour Ray
  - meilleur acteur dans un thriller dramatique pour Collatéral
  - lauréat du Prix Vanguard
  - meilleur acteur dans un téléfilm pour Rédemption : Itinéraire d'un chef de gang
- British Academy Film Awards 2005 : meilleur acteur dans un drame biographique pour Ray
- Critics' Choice Movie Awards 2005 : meilleur acteur dans un drame biographique pour Ray
- Golden Globes 2005 : meilleur acteur dans un film musical ou une comédie pour Ray
- Oscars 2005 : meilleur acteur pour Ray
- BET Awards 2013 : meilleur acteur dans un drame pour Django Unchained

### Nominations
- Oscars 2005 : meilleur acteur dans un second rôle pour Collatéral
- Golden Globes 2005 : Golden Globe du meilleur acteur dans un second rôle pour Collatéral

## Voix francophones
En France, Jean-Baptiste Anoumon est la voix française régulière de Jamie Foxx, depuis le film Django Unchained (2012). Lucien Jean-Baptiste l'a aussi doublé à plusieurs reprises (Valentine's Day, Date Limite, Comment tuer son boss ? 1 et 2, Robin des Bois ou encore La Voie de la justice). Auparavant, il a été doublé par Julien Kramer (de 2004 à 2009) et ne le doublera qu'à une seule reprise par la suite, dans la série White Famous en 2017. Occasionnellement, il a été doublé à deux reprises par Lionel Henry (Booty Call et Held Up (en)) et Gilles Morvan (Collatéral et Rédemption - Itinéraire d'un chef de gang). À titre exceptionnel, il a également eu la voix de Michel Barbey dans Toys, Thierry Desroses dans Entre chiens et chats, Vincent Ropion dans La Couleur de l'arnaque, Pierre Auger dans Piégé, Christophe Peyroux dans Ali, Greg Germain dans Les Maîtres du jeu, Jean-Paul Pitolin dans Rupture : Mode d'emploi, Julien Meunier dans Le Soliste et Karim Barras dans Le Prix de la vengeance.
Au Québec, Pierre Auger est la voix québécoise régulière de l'acteur. Benoît Éthier le double dans Les héros du dimanche, Ali et Le Royaume.
Versions françaises
- Jean-Baptiste Anoumon dans : Django Unchained, The Amazing Spider-Man 2, Annie, Baby Driver, Project Power, Arrête Papa, tu me fais honte ![32]..., etc.
- Julien Kramer dans : Ray, Jarhead : La Fin de l'innocence, Dreamgirls, Que justice soit faite, White Famous[33].
- Lucien Jean-Baptiste dans : L'Enfer du dimanche, Valentine's Day, Comment tuer son boss ? 1 et 2, La Voie de la justice[33].

Versions québécoises
Note : La liste indique les titres québécois.
- Pierre Auger dans Piégé, Ray, Jarhead, Deux flics à Miami, Le Soliste, Un honnête citoyen, La Saint-Valentin, Date prévue, Méchants patrons, Django déchaîné, Maison Blanche en péril, L'Extraordinaire Spider-Man 2, Robin des Bois[34]..., etc.